# Sirius B
Sirius B dvanaesti je studijski album švedskog sastava Therion. Diskografska kuća Nuclear Blast objavila ga je 24. svibnja 2004., istog dana kad i Lemuriju, jedanaesti studijski album skupine.

## O albumu
Therion je počeo pisati pjesme za uradak nakon snimanja albuma Deggial (iz 2000.); Christofer Johnsson, vođa sastava, izjavio je da su članovi sastava te pjesme „stavili na led” tijekom snimanja prethodnog uratka Secret of the Runes (iz 2001.) te da je skupina nakon popratne turneje za taj album napisala ukupno 55 pjesama. Zaključivši da među njima ima dovoljno dobrih pjesama za tri albuma, ali da bi istodobno snimanje svih triju albuma bilo prezahtjevan posao, sastav je u isto vrijeme snimao pjesme za Lemuriju i Sirius B, a preostale pjesme odlučio je snimiti naknadno. Te su skladbe naposljetku objavljene na uratku Sitra Ahra iz 2010.
Skupina je svoje glazbene dionice i većinu vokala snimala od travnja do srpnja 2003. i u rujnu 2003. u Modern Art Studiju u Stockholmu. Orkestar i zborski vokali snimljeni su u Smečky Music Studiju u Pragu, također u rujnu 2003.
Premda su Lemuria i Sirius B izdani zasebno, objavljeni su i na zajedničkom izdanju na dvama CD-ovima, zbog čega se to izdanje može smatrati prvim dvostrukim albumom skupine.
Naziv albuma odnosi se na istoimenu zvijezdu.

## Popis pjesama
Tekstovi: Thomas Karlsson, osim na skladbi „Sirus B”, čiji je tekst napisao Christofer Johnsson. 
| 1.    | »The Blood of Kingu«                   | Johnsson                | 5:45 |
| 2.    | »Son of the Sun«                       | Kristian Niemann        | 5:35 |
| 3.    | »The Khlysti Evangelist«               | Johnsson, Johan Niemann | 5:39 |
| 4.    | »Dark Venus Persephone«                | Johnsson                | 4:02 |
| 5.    | »Kali Yuga, Part 1«                    | Johnsson                | 3:28 |
| 6.    | »Kali Yuga, Part 2«                    | Johnsson, K. Niemann    | 5:48 |
| 7.    | »The Wondrous World of Punt«           | Johnsson                | 7:19 |
| 8.    | »Melek Taus«                           | Johnsson, K. Niemann    | 5:32 |
| 9.    | »Call of Dagon«                        | Johnsson                | 4:14 |
| 10.   | »Sirius B«                             | Johnsson                | 3:44 |
| 11.   | »Voyage of Gurdjieff (The Fourth Way)« | Johnsson, K. Niemann    | 5:57 |
| 57:03 |                                        |                         |      |

## Tematika tekstova
U intervjuu s Global Dominationom Johnsson je izjavio kako naziv albuma upućuje na zvijezdu blizanku zvijezde Sirius A. Zvijezdu je „zapadnjačko društvo prvi put otkrilo u moderno doba, a afričko ju je pleme Dogona (koje živi u Maliju) poznavalo još od drevnih vremena te tvrdi kako su ga posjetili 'ljudi' (entiteti) iz tog zvjezdanog sustava.”
Tekstovi pjesama na albumu aludiraju na mitologiju i kulturu drevnih civilizacija:
1. Kingu je bog iz sumerske mitologije. Prema Enumi Eliš sva su ljudska bića bila stvorena iz njegove krvi nakon što ga je ubio Marduk.
2. „Sin Sunca” bila je titula faraona Eknatona koji se klanjao Atonu, bogu Sunca, umjesto drugim božanstvima. Njegova je vladavina bila neuspješna te je staroegipatski narod vjerovao kako su ga ostali bogovi prokleli.
3. Klisti su bili pripadnici kontroverzne kršćanske sekte u Rusiji. Vjeruje se kako je Grigorij Rasputin, glavni lik pjesme, bio član te sekte.
4. Perzefona je supruga boga Hada, boga podzemlja u grčkoj mitologiji.
5. Kali Yuga u hinduizmu označava mračno doba patnje, posljednju eru prije smaka svijeta.
6. Punt je bilo misteriozno izgubljeno kraljevstvo u istočnoj Africi.
7. Melek Taus glavno je jezidsko božanstvo; najčešće je prikazivan u obliku pauna.
8. Dagon je drevni semitski bog mora. Često se spominje u knjigama autora H. P. Lovecrafta.
9. Georgij Gurdijev bio je armenski mistik, filozof, putnik i stručnjak za jezidsku kulturu.

## Recenzije
| Recenzije           | Recenzije |
| Izvor               | Ocjena    |
| ------------------- | --------- |
| AllMusic            | [ 7 ]     |
| Chronicles of Chaos | 10/10     |
| Sputnikmusic        | 4/5       |

Dobio je pozitivne kritike. Sputnikmusicov recenzent dao mu je četiri boda od njih pet izjavivši da slušateljima pruža „dinamično, prelijepo i kohezivno (...) iskustvo” te da se iz pjesama „prelijeva kreativnost i avanturizam”. Pišući za Chronicles of Chaos, Jackie Smit dao mu je najvišu ocjenu pritom se osvrnuvši i na album Lemuria; zaključio je da je „gotovo nemoguće pronaći mane na tom uratku”, da je „(s)vaka pjesma savršena od početka do kraja” te da je riječ o djelu koje „nadilazi obično glazbeno izražavanje i postaje pravo umjetničko djelo”.
James Christopher Monger dao je i njemu i albumu Lemuria četiri i pol zvjezdice od njih pet u osvrtu za AllMusic zaključivši da su to „intenzivni, elegični i općenito zapanjujući” uradci te da je skupina „stvorila najbolj(e) album(e) svoje karijere”. U pozitivnoj recenziji za PopMatters Adrien Begrand izjavio je da su ta dva albuma „progresivna, ali pamtljiva; agresivna, ali pristupačna” i da je to „golemo postignuće za simfonijski metal”.

## Zasluge
| Therion - Christofer Johnsson – gitara; mandolina (na pjesmi „The Wondrous World of Punt”); aranžmani - Kristian Niemann – gitara, akustična gitara; mandolina (na pjesmi „The Wondrous World of Punt”); pomoć pri tonskoj obradi - Johan Niemann – bas-gitara; bas-gitara bez pragova (na pjesmi „Kali Yuga, Part 1”); mandolina (na pjesmi „The Wondrous World of Punt”) Ostalo osoblje - Sami Karppinen – tonska obrada - Jan Holzner – tonska obrada (snimki orkestra i zbora) - Michal Hradiský – pomoć pri tonskoj obradi (snimki orkestra i zbora) - Zdeněk Pekárek – pomoć pri tonskoj obradi (snimki orkestra i zbora) - Lars Nissen – tonska obrada, miksanje, produkcija - Andreas Hviid – pomoć pri tonskoj obradi - Thomas Ewerhard – naslovnica, omot albuma | Dodatni glazbenici - Richard Evensand – bubnjevi; gong (na pjesmi „Kali Yuga, Part 2”) - Steen Rasmussen – Hammondove orgulje - Lars Sømod Jensen – orgulje (na pjesmi „The Wondrous World of Punt”) - Mats Levén – vokal (na 1., 3. i 6. pjesmi) - Piotr Wawrzeniuk – vokal (na 4., 5. i 8. pjesmi) - Anna-Maria Krawe – vokal (sopran) (na 2., 4., 7., 8. i 9. pjesmi) - Jana Bínová-Koucká – vokal (sopran) (na 3. i 5. pjesmi) - Ulrika Skarby – vokal (alt) (na 2., 4. i 8. pjesmi) - Tomáš Černý – vokal (tenor) (na 3., 5., 7. i 11. pjesmi) - Jaromír Bělor – vokal (bas) (na pjesmi „The Wondrous World of Punt”) - Michael Schmidberger – vokal (bas) (na pjesmi „Dark Venus Persephone”) - Jitka Tomšíčková – oboa - Petra Čermáková – rog - Praška filharmonija – orkestar - Adam Klemens – dirigent (orkestra) - Mario Klemens – dirigent (orkestra i zbora) |

## Vanjske poveznice
- Sirius B na MusicBrainz.com
- Sirius B na discogs.com